# Mozart (futbolista)
Mozart Santos Batista Júnior (Curitiba, Brasil, 8 de noviembre de 1979), conocido como Mozart, es un exfutbolista y entrenador brasileño que jugaba como mediocampista. Actualmente dirige al Coritiba FC del Campeonato Brasileño de Serie B.

## Trayectoria
Mozart inició su carrera profesional en 1999, jugando para el Coritiba de Brasil. Tras esto, y un breve paso por el Flamengo, emigró a Europa. 
En Italia jugó para el Reggina durante casi 5 años, en donde terminó siendo capitán. A finales del año 2005 llegó a la Liga Premier de Rusia, para formar parte del Spartak de Moscú. En 2009, después de que el club ruso rescindiera su contrato, volvió a Brasil al ser contratado por el Palmeiras.
Luego de un breve período en su país natal, en agosto de 2009 fue presentado por el Livorno, club que regresaba a la Serie A del fútbol italiano. Dejó el club en julio de 2010, permaneciendo más de un año sin un club antes de fichar por el equipo chino Nanchang Bayi.

## Carrera internacional
Mozart formó parte de la selección de Brasil, dirigida por Vanderlei Luxemburgo, que participó en los Juegos Olímpicos de Sídney 2000.

## Clubes

### Como jugador
| Club             | País    | Año       |
| ---------------- | ------- | --------- |
| Paraná Clube     | Brasil  | 1997      |
| Bordeaux         | Francia | 1998      |
| Coritiba         | Brasil  | 1999-2000 |
| Flamengo         | Brasil  | 2000      |
| Reggina          | Italia  | 2000-2005 |
| Spartak de Moscú | Rusia   | 2005-2009 |
| Palmeiras        | Brasil  | 2009      |
| Livorno          | Italia  | 2009-2011 |
| Nanchang Bayi    | China   | 2012      |

### Como entrenador
| Club                | País   | Año           | PJ  | PG  | PE | PP | Efectividad |
| ------------------- | ------ | ------------- | --- | --- | -- | -- | ----------- |
| Canoinhas           | Brasil | 2013          | ?   | ?   | ?  | ?  | ?           |
| SC Jaraguá          | Brasil | 2013          | 18  | 13  | 3  | 2  | 77.78%      |
| Sub-20 de Coritiba  | Brasil | 2015-2019     | 24  | 10  | 5  | 9  | 48.61%      |
| Coritiba (Interino) | Brasil | 2020          | 1   | 1   | 0  | 0  | 100%        |
| CSA                 | Brasil | 2020-2021     | 45  | 20  | 17 | 8  | 57.03%      |
| Chapecoense         | Brasil | 2021          | 8   | 3   | 3  | 2  | 50%         |
| Cruzeiro            | Brasil | 2021          | 13  | 2   | 7  | 4  | 33.33%      |
| CSA                 | Brasil | 2021-2022     | 51  | 23  | 17 | 11 | 56.21%      |
| Guarani             | Brasil | 2022-2023     | 33  | 14  | 6  | 13 | 48.48%      |
| Atlético Goianiense | Brasil | 2023          | 7   | 3   | 2  | 2  | 52.38%      |
| Mirassol            | Brasil | 2023-2024     | 83  | 37  | 24 | 22 | 54.22%      |
| Coritiba            | Brasil | 2024-presente | 0   | 0   | 0  | 0  | 0%          |
| Total               | Total  | Total         | 260 | 115 | 76 | 69 | 53.97%      |